# 21 июня
21 июня — 172-й день года (173-й в високосные годы) по григорианскому календарю.
До конца года остаётся 193 дня.
До 15 октября 1582 года — 21 июня по юлианскому календарю, с 15 октября 1582 года — 21 июня по григорианскому календарю.
В XX и XXI веках соответствует 8 июня по юлианскому календарю.
- Летнее солнцестояние (в северном полушарии), зимнее солнцестояние (в южном полушарии)

## Праздники и памятные дни
См. также: Категория:Праздники 21 июня

### Международные
- Всемирный день гидрографии[2].
- Международный день йоги.
- Международный день скейтбординга.
- Всемирный день гуманизма (World Humanist Day[англ.]).

- День селфи[3].

### Национальные
- Дания, Гренландия — Национальный день.
- Канада — Национальный день аборигенов.
- Франция — Праздник музыки.

### Региональные
- США — День Нью-Гэмпшира.
- Россия — Ысыах в Якутии (традиционная встреча лета, якутский Новый год).
- Китай — Фестиваль собачьего мяса в Гуанси.

### Профессиональные
- Россия, День кинологических подразделений МВД РФ.

### Религиозные
Православие
- Память великомученика Феодора Стратилата (319);
- память святителя Феодора, епископа Ростовского и Суздальского (1023);
- обре́тение мощей благоверных князей Василия и Константина Ярославских (XIII);
- память преподобного Ефрема, патриарха Антиохийского (545);
- память преподобного Зосимы Финикийского (VI)[6];
- празднования в честь икон Божией Матери:
  - Урюпинской (1821);
  - Ярославской (XIII);
  - Одигитрии Кирилло-Белозерской.

### Именины
- Католические: Алиция, Марта, Алоиза.
- Православные: Василий, Ефрем, Константин, Павел, Феодор (Фёдор).

## События
См. также: Категория:События 21 июня

### До XIX века
- 524 — бургунды разбили франкскую коалицию в сражении при Везеронсе.
- 1266 — началась осада замка Кенилуэрт.
- 1339 — швейцарцы разбили армию Габсбургов в битве при Лаупене.
- 1501 — между Великим Княжеством Литовским и Ливонским орденом заключен Венденский договор.
- 1582 — Акэти Мицухидэ напал на своего сюзерена Ода Нобунага. Силы были неравными, и Нобунага, чтобы не попасть в плен, совершил харакири.
- 1621 — казнь на Староместской площади.
- 1633 — Галилео Галилей заключён во дворце инквизиции.
- 1742 — указ о сооружении Камер-Коллежского вала в Москве с целью не допустить беспошлинной торговли спиртным.
- 1749 — в Канаде основан город Галифакс (на тот момент — Чебукто).
- 1768 — восставшие гайдамаки учинили Уманскую резню.
- 1788 — Нью-Гэмпшир ратифицировал Конституцию и стал девятым штатом США.

### XIX век
- 1804 — Смитсон Теннант представил отчёт Лондонскому королевскому обществу об открытии двух новых металлов: иридия и осмия.
- 1813 — победа герцога Веллингтона в битве при Витории. Наполеон теряет Испанию.
- 1834 — Сайрус Маккормик запатентовал разновидность жатки[7].
- 1849 — армия венгерских повстанцев разбита в битве при Переде.
- 1851 — была проведена Бессмертная партия шахмат.
- 1868 — в Мюнхене состоялась премьера оперы Вагнера Нюрнбергские мейстерзингеры.
- 1887 — золотой юбилей королевы Виктории.
- 1890 — Рихард Штраус дирижирует при первом исполнении его поэмы «Смерть и просветление» на фестивале в Эйзенахе[8].
- 1893 — первое колесо обозрения появилось на выставке в Чикаго.
- 1898 — США захватили Гуам[9].
- 1900 — из Кронштадта на поиски мифической Земли Санникова вышла экспедиция под руководством Эдуарда Толля.

### XX век
- 1901 — заложен Суворовский музей (проект А. И. фон Гогена и Г. Д. Гримма).
- 1907 — основано информационное агентство «United Press International».
- 1909 — на Русско-Балтийском вагонном заводе в Риге собран первый серийный автомобиль русского производства — «Руссо-Балт».
- 1913 — впервые женщина совершила прыжок с парашютом из аэроплана. Восемнадцатилетняя американка Джорджия Бродвик по прозвищу Крошка, используя пятикилограммовый шёлковый парашют, прыгнула с высоты 305 метров с самолёта, пилотируемого Гленном Мартином, и благополучно приземлилась на поле аэродрома Гриффит-Филд (Лос-Анджелес, штат Калифорния).
- 1915 — в дачном посёлке Кунцеве (ныне территория Москвы) Казимир Малевич написал картину «Чёрный квадрат» — «икону» мирового авангарда.
- 1919 — самозатопление Кайзеровского Флота открытого моря на рейде в бухте Скапа-Флоу на Оркнейских островах.
- 1921 — предоставлена автономия Православной церкви в Латвии.
- 1924 — свадьба Дугласа Фербенкса и Мэри Пикфорд[значимость факта?].
- 1925 — в Москве появились первые государственные такси — 16 автомобилей марки «Рено».
- 1930 — во Франции введена годичная воинская обязанность.
- 1940 — Вторая мировая война: Пальмирский расстрел — во время акции против польских высших социальных классов нацисты расстреляли близ Варшавы за 2 дня более 360 человек (в основном интеллигентов, политиков, спортсменов).
- 1942 — японская подводная лодка бомбардировала форт Стивенс.
- 1948
  - Фирма грамзаписи «Columbia Records» выпустила на рынок долгоиграющие пластинки, на каждой стороне которых можно было записать 23 минуты музыки. В музыкальной индустрии произошла настоящая революция: на смену прежним тяжёлым и хрупким дискам с одной песенкой на стороне пришли виниловые альбомы.
  - В ФРГ введена новая валюта — немецкая марка.
  - На Манчестерской малой экспериментальной машине («Baby»), первом компьютере с фон-неймановской архитектурой памяти, впервые запущена компьютерная программа.
- 1956 — в СССР принята на вооружение ракета Р-5М — первая советская ракета с ядерным боевым зарядом.
- 1957 — Эллен Фэйрклаф стала первой в истории женщиной в Кабинете министров Канады.
- 1963 — коллегией кардиналов избран папа римский Павел VI.
- 1964 — убийства борцов за гражданские права в Миссисипи членами Ку-клукс-клана.
- 1970
  - Лидер английской рок-группы The Who Пит Таунсенд задержан в аэропорту Мемфиса полицией и агентами ФБР по подозрению в терроризме. Комментируя успех рок-оперы «Томми», Пит употребил английское сленговое выражение «сбросить бомбу», означающее «добиться успеха». Служба безопасности услышала только слово «бомба» и арестовала музыканта.
  - Финал чемпионата мира по футболу 1970: в Мехико на стадионе «Ацтека» в присутствии 108 тысяч зрителей сборная Бразилии обыграла команду Италии со счётом 4:1.
- 1974 — образован Волгоградский государственный университет.
- 1975 — на экраны США вышел фильм Стивена Спилберга «Челюсти».
- 1978 — премьера в Лондоне мюзикла «Эвита», написанного Эндрю Ллойдом Уэббером и Тимом Райсом.
- 1988 — на экраны выходит фильм «Кто подставил кролика Роджера».

### XXI век
- 2003 — в Берлине прошёл последний концерт дуэта Modern Talking.
- 2004
  - Частный управляемый космический корабль SpaceShipOne вышел в космос.
  - Боевики Шамиля Басаева совершили вооружённое нападение на Ингушетию. Погибло 98 сотрудников МВД при исполнении.
- 2006 — спутники Плутона получили названия Никта и Гидра.
- 2019 — в Минске состоялась церемония открытия вторых Европейских игр.

## Родились
См. также: Категория:Родившиеся 21 июня

### До XIX века
- 1730 — Мотоори Норинага (ум. 1801), японский научный и культурный деятель.
- 1732 — Иоганн Кристоф Фридрих Бах (ум. 1795), немецкий композитор, сын Иоганна Себастьяна Баха.
- 1763 — Пьер Поль Руайе-Коллар (ум. 1845), французский политический деятель и философ.
- 1781 — Симеон Дени Пуассон (ум. 1840), французский математик, физик, создатель современной математической физики.
- 1797 — Вильгельм Кюхельбекер (ум. 1846), русский поэт, декабрист, активный участник восстания на Сенатской площади.

### XIX век
- 1832 — Джозеф Рейни (ум. 1887), первый темнокожий председатель Палаты представителей США.
- 1835 — Степлтон Кратчфилд (ум. 1865), американский военный, артиллерист, участник Гражданской войны в США.
- 1840 — Акакий Церетели (ум. 1915), грузинский поэт, мастер гражданской и любовной лирики («Светлячок», «Сулико» и др.).
- 1863 — Максимилиан Вольф (ум. 1932), немецкий астроном, первопроходец в астрофотографии.
- 1882 — Рокуэлл Кент (ум. 1971), американский художник, писатель, общественный деятель.
- 1883 — Фёдор Гладков (ум. 1958), русский советский писатель, журналист, военный корреспондент.
- 1897 — Юрий Кондратюк (наст. имя Александр Шагрей; ум. 1942), советский учёный, один из основоположников космонавтики.

### XX век
- 1905 — Жан Поль Сартр (ум. 1980), французский философ, писатель, драматург.
- 1907 — Абрам Корнев (ум. 1980), советский горный инженер, геолог, лауреат Сталинской премии 2-й степени.
- 1910 — Александр Твардовский (ум. 1971), советский поэт, писатель, журналист, общественный деятель.
- 1911 — Лев Смирнов (ум. 1986), председатель Верховного Суда СССР (1972—1984), Герой Социалистического Труда.
- 1912 — Мэри Маккарти (ум. 1989), американская писательница, публицист и критик.
- 1914 — Уильям Викри (ум. 1996), канадско-американский экономист, лауреат Нобелевской премии (1996).
- 1916 — Бадди О’Коннор (ум. 1977), канадский хоккеист и тренер, член Зала хоккейной славы.
- 1921 — Джейн Расселл (ум. 2011), американская актриса, секс-символ 1940—1950 гг.
- 1922 — Джуди Холлидей (наст. имя Джудит Тувим; ум. 1965), американская актриса, лауреат премий «Оскар», «Тони» и др.
- 1925 — Евгений Симонов (ум. 1994), театральный режиссёр, педагог, драматург, народный артист СССР.
- 1929
  - Фёдор Поленов (ум. 2000), внук и исследователь творчества русского художника Василия Поленова.
  - Хафез Абдель Халим (ум. 1977), египетский певец и актёр.
- 1932
  - Изольда Извицкая (ум. 1971), советская киноактриса.
  - Лало Шифрин (ум. 2025), аргентинский, затем американский джазовый пианист и композитор. Лауреат премии «Оскар» за выдающиеся заслуги в кинематографе (2018).
- 1935 — Франсуаза Саган (наст. фамилия Куаре; ум. 2004), французская писательница, драматург.
- 1941
  - Валерий Золотухин (ум. 2013), актёр театра и кино, народный артист РСФСР.
  - Джо Флаэрти (ум. 2024), американский стендап-комедиант и актёр.
- 1944
  - Рей Дэвис, британский музыкант, певец, автор песен, участник рок-группы The Kinks.
  - Тони Скотт (ум. 2012), британский и американский кинорежиссёр, продюсер и сценарист.
- 1948
  - Иэн Макьюэн, английский писатель-прозаик, сценарист, драматург.
  - Анджей Сапковский, польский писатель-фантаст, публицист.
  - Филипп Сард, французский кинокомпозитор, обладатель премии «Сезар»
- 1950
  - Джоуи Крамер, американский барабанщик, участник рок-группы Aerosmith.
  - Жерар Ланвен, французский актёр театра и кино, обладатель премии «Сезар».
- 1953 — Беназир Бхутто (убита в 2007), премьер-министр Пакистана в 1988—1990 и 1993—1996 гг.
- 1955 — Мишель Платини, французский футболист, чемпион Европы (1984), тренер, спортивный функционер.
- 1958
  - Геннадий Падалка, советский и российский космонавт, Герой Российской Федерации.
  - Сергей Собянин, советский и российский политический и государственный деятель, мэр Москвы (с 2010).
- 1961 — Ману Чао (урожд. Хосе-Мануэль Артуро Томас Чао-Ортега), франко-испанский музыкант, поэт и общественный деятель.
- 1962 — Виктор Цой (погиб в 1990), советский музыкант, автор песен, основатель и лидер рок-группы «Кино».
- 1964 — Олег Кононенко, российский космонавт, Герой Российской Федерации. Первый (и пока единственный) из землян по суммарной продолжительности провёл в космосе более 1000 суток.
- 1965 — Лана Вачовски (имя при рожд. — Лоуренс), американский сценарист, кинорежиссёр и продюсер.
- 1967 — Дмитрий Холодов (убит в 1994), советский и российский журналист, сотрудник «Московского комсомольца».
- 1973
  - Фрэнк Вогель, американский баскетбольный тренер, чемпион НБА (2020).
  - Джульетт Льюис, американская актриса и певица.
  - Кирилл Сафонов, российский и израильский актёр театра, кино и дубляжа.
  - Сулим Ямадаев (убит в 2009), чеченский военачальник, перешедший в 1999 г. на сторону федеральных сил, Герой России.
- 1977 — Майкл Гомес, ирландский боксёр.
- 1979
  - Костас Кацуранис, греческий футболист, чемпион Европы (2004).
  - Крис Пратт, американский актёр.
- 1982 — Уильям, принц Уэльский, герцог Корнуолльский и Кембриджский, сын короля Великобритании Карла III и принцессы Дианы.
- 1983 — Эдвард Сноуден, бывший сотрудник ЦРУ и АНБ США, рассекретивший информацию АНБ.
- 1985 — Лана Дель Рей (наст. имя Элизабет Вулридж Грант), американская певица, автор песен и поэтесса.
- 1990
  - Мириам Нойройтер, немецкая биатлонистка и лыжница, двукратная чемпионка мира по биатлону.
  - Сандра Перкович, хорватская метательница диска, двукратная чемпионка мира (2013, 2017) и Олимпийских игр (2012, 2016), 6-кратная чемпионка Европы.
- 1992
  - Ирен Схаутен, нидерландская конькобежка, 3-кратная олимпийская чемпионка.
  - Макс Шнайдер, американский певец, автор песен, актёр и модель.

## Скончались
См. также: Категория:Умершие 21 июня

### До XIX века
- 1377 — Эдуард III (р. 1312), король Англии (с 1327) из династии Плантагенетов.
- 1547 — Себастьяно дель Пьомбо (наст. имя Себастьяно Лучиани; р. ок. 1485), итальянский живописец, представитель венецианской школы.
- 1582 — Ода Нобунага (р. 1534), выдающийся японский военачальник; чтобы не попасть в плен, совершил сэппуку.

### XIX век
- 1814 — Иоганн Мартин Миллер (р. 1750), немецкий писатель и поэт.
- 1824 — Гавриил Добрынин (р. 1752), русский писатель-мемуарист.
- 1852 — Фридрих Вильгельм Август Фребель (р. 1782), немецкий педагог, создатель детских садов.
- 1857 — Луи Тенар (р. 1777), французский химик, открывший пероксид водорода.
- 1874 — Андерс Йонас Ангстрем (р. 1814), шведский физик, астроном, обнаруживший водород в атмосфере Солнца, основатель спектроскопии.
- 1876 — Антонио Лопес де Санта-Анна (р. 1794), мексиканский генерал, 11-кратный президент Мексики.
- 1877 — Натаниэль Палмер (р. 1799), американский мореплаватель, один из первооткрывателей Антарктиды.
- 1880 — Поль Альбер (р. 1827), французский писатель и педагог.
- 1882 — Макарий (в миру Михаил Петрович Булгаков; р. 1816), митрополит, историк русской церкви.
- 1900 — граф Михаил Муравьёв (р. 1845), дипломат, министр иностранных дел Российской империи (1897—1900).

### XX век
- 1908 — Николай Римский-Корсаков (р. 1844), русский композитор, педагог, дирижёр, музыкальный критик.
- 1914 — Берта фон Зутнер (р. 1843), немецкая писательница, пацифистка, первая женщина — нобелевский лауреат мира (1905).
- 1940 — Эдуар Вюйар (р. 1868), французский художник-символист.
- 1951 — Чарльз Перрайн (р. 1867), американский астроном, открывший 6-й и 7-й спутники Юпитера.
- 1954 — Гидеон Сундбэк (р. 1880), шведско-американский инженер, изобретатель застёжки-«молнии».
- 1957
  - Франтишек Купка (р. 1871), чешский художник, один из первых представителей абстрактной живописи.
  - Йоханнес Штарк (р. 1874), немецкий физик, лауреат Нобелевской премии (1919).
- 1958 — Эдуард Эрдман (р. 1896), немецкий пианист, композитор и педагог.
- 1960 — Массимо Бонтемпелли (р. 1878), итальянский писатель, драматург, музыкальный критик, композитор.
- 1969 — Морин Коннолли (р. 1934), американская теннисистка, первая ракетка мира в 1952—1954 гг.
- 1970
  - Лев Кассиль (р. 1905), советский писатель.
  - Сукарно (при рожд. Кусно Сосродихарджо; р. 1901), первый президент Индонезии (1945—1967).
- 1972 — Эрвин Нестле (р. 1883), немецкий протестантский богослов.
- 1977 — Владимир Тимаков (р. 1905), микробиолог, президент Академии медицинских наук СССР.
- 1980
  - Берт Кемпферт (р. 1923), немецкий композитор, аранжировщик, певец, руководитель оркестра.
  - Леонид Мартынов (р. 1905), русский советский поэт и переводчик, журналист, мемуарист.
- 1984 — Александр Коваленко (р. 1909), советский лётчик, герой Великой Отечественной войны, Герой Советского Союза.
- 1988 — Гавриил Егиазаров (р. 1916), советский кинооператор и режиссёр.
- 1995 — Ульрих Тайн (р. 1930), немецкий актёр, режиссёр театра и кино, сценарист.
- 2000
  - Лев Любецкий (р. 1920), советский и российский актёр, народный артист РФ.
  - Алан Хованесс (при рожд. Алан Ованес Чакмакджян; р. 1911), американский композитор, пианист, органист, дирижёр.

### XXI век
- 2001 — Джон Ли Хукер (р. 1917), американский блюзовый певец и гитарист.
- 2004 — Йост Михаэльс (р. 1922), немецкий кларнетист, пианист, музыкальный педагог.
- 2005 — Хайме Син (р. 1928), кардинал, глава католической общины Филиппин, сыгравший важную роль во время падения власти Фердинанда Маркоса.
- 2012 — Рамаз Шенгелия (р. 1957), советский футболист, мастер спорта международного класса, заслуженный мастер спорта СССР.
- 2022 — Пьер Нарцисс (р. 1977), российский певец и актёр камерунского происхождения.
- 2024 — Спиридон Вангели (р. 1932), советский и молдавский детский писатель и переводчик.
- 2025
  - Фредерик Уоллас Смит (р. 1944), американский бизнесмен; основатель, председатель совета директоров и президент компании FedEx.
  - Валентина Талызина (р. 1935), советская и российская актриса, народная артистка РСФСР (1985).

## Приметы
- Фёдор Стратилат (Колодезник). С вечера под этот день опрокидывали сковороду на предполагаемое под колодец место: если утром сковорода сухая, значит, воды под землёй нет, слегка запотевала — значит, жила маловодная, а если появились капельки — здесь и стоит рыть колодец[10][неавторитетный источник].